# Temporada da Indy Lights de 2014
A Temporada da Indy Lights de 2014 foi a vigésima-nona da história da categoria e a décima-terceira sancionada pela IndyCar.
Gabby Chaves, piloto da equipe Belardi Auto Racing, sagrou-se campeão após chegar em segundo lugar no GP de Sonoma. O colombiano marcou 507 pontos (6 a mais que o vice-campeão, Jack Harvey, que ainda levou o prêmio de melhor novato).
Apenas um brasileiro competiu na temporada: Luiz Razia, ex-GP2 Series, assinou com a Schmidt Peterson Motorsports para a disputa.

## Equipes e pilotos
| Equipe                                        | No. | Piloto            | Corridas         | Notas |
| --------------------------------------------- | --- | ----------------- | ---------------- | ----- |
| Andretti Autosport                            | 26  | Zach Veach        | Todas            |       |
| Andretti Autosport                            | 83  | Matthew Brabham   | Todas            |       |
| Belardi Auto Racing                           | 0   | Chase Austin      | 7                |       |
| Belardi Auto Racing                           | 4   | Alexandre Baron   | 1–7, 9           |       |
| Belardi Auto Racing                           | 4   | Axcil Jefferies   | 10–11            |       |
| Belardi Auto Racing                           | 4   | Ryan Phinny       | 13–14            |       |
| Belardi Auto Racing                           | 5   | Gabby Chaves      | Todas            |       |
| Bryan Herta Autosport Jeffrey Mark Motorsport | 28  | Lloyd Read        | 1–6              |       |
| Bryan Herta Autosport Jeffrey Mark Motorsport | 28  | Ryan Phinny       | 9–11             |       |
| Fan Force United                              | 24  | Scott Anderson    | Todas            |       |
| MDL Racing                                    | 56  | Matthew Di Leo    | 9                |       |
| Schmidt Peterson Motorsports                  | 7   | Luiz Razia        | Todas            |       |
| Schmidt Peterson Motorsports                  | 10  | Juan Pablo García | Todas            |       |
| Schmidt Peterson Motorsports                  | 42  | Jack Harvey       | All              |       |
| Schmidt Peterson Motorsports                  | 77  | Juan Piedrahita   | Todas            |       |
| Team Moore Racing                             | 2   | Zack Meyer        | 1–7, 9–11, 13–14 |       |
| Team Moore Racing                             | 22  | Vittorio Ghirelli | 1–4              |       |
| Team Moore Racing                             | 22  | Jimmy Simpson     | 10–11            |       |

## Championship standings

### Drivers' championship
Points system
| Position | 1  | 2  | 3  | 4  | 5  | 6  | 7  | 8  | 9  | 10 | 11 | 12 |
| -------- | -- | -- | -- | -- | -- | -- | -- | -- | -- | -- | -- | -- |
| Points   | 50 | 40 | 35 | 32 | 30 | 28 | 26 | 24 | 22 | 20 | 18 | 16 |

| Pos. | Piloto            | STP | LBH | ALA | ALA | IND | IND | INDY | POC | TOR | MOH | MOH | MIL | SNM | SNM | Pts |
| ---- | ----------------- | --- | --- | --- | --- | --- | --- | ---- | --- | --- | --- | --- | --- | --- | --- | --- |
| 1    | Gabby Chaves      | 21  | 1*  | 6   | 1*  | 11  | 8   | 1    | 1*  | 2   | 2   | 3   | 3   | 2   |     | 507 |
| 2    | Jack Harvey       | 3   | 4   | 3   | 5   | 3   | 2   | 5    | 3   | 3   | 1*  | 1*  | 5   | 1*  |     | 495 |
| 3    | Zach Veach        | 1*  | 2   | 1*  | 3   | 9   | 7   | 3    | 2   | 5   | 4   | 2   | 1   | 7   |     | 485 |
| 4    | Matthew Brabham   | 9   | 3   | 4   | 12  | 1*  | 4   | 2*   | 5   | 4   | 5   | 12  | 2*  | 6   |     | 394 |
| 5    | Luiz Razia        | 5   | 5   | 2   | 4   | 2   | 1*  | 4    | 8   | 12  | 3   | 11  | 8   | 3   |     | 371 |
| 6    | Juan Pablo García | 7   | 8   | 7   | 6   | 6   | 6   | 6    | 4   | 8   | 10  | 6   | 7   | 4   |     | 350 |
| 7    | Juan Piedrahita   | 6   | 7   | 10  | 7   | 8   | 11  | 8    | 7   | 7   | 9   | 5   | 6   | 5   |     | 311 |
| 8    | Scott Anderson    | 12  | 9   | 12  | 10  | 7   | 5   | 9    | 6   | 9   | 8   | 9   | 4   | 8   |     | 289 |
| 9    | Alexandre Baron   | 10  | 6   | 5   | 2   | 5   | 3   | 7    |     | 1*  |     |     |     |     |     | 261 |
| 10   | Zack Meyer        | 8   | 10  | 9   | 8   | 4   | 10  | 10   |     | 10  | 7   | 10  |     | 9   |     | 250 |
| 11   | Lloyd Read        | 11  | 11  | 11  | 9   | 10  | 9   |      |     |     |     |     |     |     |     | 101 |
| 12   | Vittorio Ghirelli | 4   | 12  | 8   | 11  |     |     |      |     |     |     |     |     |     |     | 90  |
| 13   | Ryan Phinny       |     |     |     |     |     |     |      |     | 11  | 12  | 7   |     | 10  |     | 63  |
| 14   | Axcil Jefferies   |     |     |     |     |     |     |      |     |     | 6   | 4   |     |     |     | 60  |
| 15   | Jimmy Simpson     |     |     |     |     |     |     |      |     |     | 11  | 8   |     |     |     | 42  |
| 16   | Matthew Di Leo    |     |     |     |     |     |     |      |     | 6   |     |     |     |     |     | 28  |
| 17   | Chase Austin      |     |     |     |     |     |     | 11   |     |     |     |     |     |     |     | 1   |
| Pos  | Driver            | STP | LBH | ALA | ALA | IND | IND | INDY | POC | TOR | MOH | MOH | MIL | SNM | SNM | Pts |

| Cor         | Resultado                            |
| ----------- | ------------------------------------ |
| Ouro        | Vencedor                             |
| Prata       | 2º lugar                             |
| Bronze      | 3º lugar                             |
| Verde       | Entre 4º e 5º                        |
| Azul-claro  | Entre 6º e 10º                       |
| Azul-escuro | Completou a corrida (Fora do Top 10) |
| Roxo        | Não completou a corrida              |
| Vermelho    | Não-classificado (DNQ)               |
| Marrom      | Desistiu (Wth)                       |
| Preto       | Desclassificado (DSQ)                |
| Branco      | Não largou (DNS)                     |
| Em branco   | Não participou (DNP)                 |
| Em branco   | Não correu                           |

| In-line notation |                                        |
| Negrito          | Pole position (1 ponto)                |
| Itálico          | Volta mais rápida (1 ponto)            |
| *                | Mais voltas na liderança (1 ponto)     |
| 1                | Treino cancelado Pontos não-atribuídos |
| Rookie           |                                        |

| Cor         | Resultado                            |
| ----------- | ------------------------------------ |
| Ouro        | Vencedor                             |
| Prata       | 2º lugar                             |
| Bronze      | 3º lugar                             |
| Verde       | Entre 4º e 5º                        |
| Azul-claro  | Entre 6º e 10º                       |
| Azul-escuro | Completou a corrida (Fora do Top 10) |
| Roxo        | Não completou a corrida              |
| Vermelho    | Não-classificado (DNQ)               |
| Marrom      | Desistiu (Wth)                       |
| Preto       | Desclassificado (DSQ)                |
| Branco      | Não largou (DNS)                     |
| Em branco   | Não participou (DNP)                 |
| Em branco   | Não correu                           |

| In-line notation |                                        |
| Negrito          | Pole position (1 ponto)                |
| Itálico          | Volta mais rápida (1 ponto)            |
| *                | Mais voltas na liderança (1 ponto)     |
| 1                | Treino cancelado Pontos não-atribuídos |
| Rookie           |                                        |